# Sarroch
Sarroch ist eine italienische Gemeinde (comune) mit 5008 Einwohnern (Stand 31. Dezember 2023) in der Metropolitanstadt Cagliari auf Sardinien. Die Gemeinde liegt etwa 18 Kilometer südwestlich von Cagliari am Golf von Cagliari (Golfo degli Angeli). Auf der nördlichen und westlichen Seite erheben sich die Monti del Sulcis (Parco del Sulcis). Sarroch liegt auf der Grenze zwischen den sardischen Regionen Sulcis-Iglesiente und Campidano di Cagliari.

## Wirtschaft und Verkehr
Sarroch lebt vom Tourismus und von der Agrarwirtschaft. Neben einigen sehenswerten Gigantengräbern und den Nuraghen Antigori und Sa Domu ’e s’Orku grenzt die Gemeinde auch an den Naturpark Riserva di Monte Arcosu. Landwirtschaftlich ist die Gegend vom Olivenanbau geprägt. Daneben besteht eine Ölraffinerie der Saras SpA. Hier befindet sich auch der rechtliche Firmensitz.
Sarroch wird verkehrlich durch die Strada Statale 195 Sulcitana erschlossen.
Bei Sarroch liegen die Nuraghe Sa Domu ’e s’Orku (Sarroch) und die Protonuraghen Giummo, Monte Arrubiu und Portu Columbu.

## Gemeindepartnerschaften
Seit dem Jahr 2014 hat Sarroch eine Partnerschaft mit der Stadt Gagra in der von Georgien abtrünnigen Republik Abchasien.